# Rizikový kapitál
Rizikový kapitál (též venture kapitál) je kapitál, který slouží zejména k financování inovačních projektů a k financování počátečního rozvoje společnosti. Česká asociace venture kapitálu (CVCA), venture kapitál definuje následovně: „Venture kapitál je v našem prostředí chápán jako středně až dlouhodobý kapitál investovaný formou kapitálového vstupu do společnosti. Za investici získává fond venture kapitálu podíl na základním kapitálu podniku a společně s finančními prostředky předává firmě také odbornou pomoc (princip „chytrých peněz“).“
Často se také používá další anglický termín „private equity“. Obecně je tento termín překládán jako soukromý kapitál. Charakteristickým znakem je, že investice použité k financování rizikového a rozvojového kapitálu pocházejí ze soukromých zdrojů a jsou investovány do soukromých společností, které nejsou veřejně obchodovanými společnostmi (nejsou kotované na burze).
Problémem je však používání těchto pojmů. Například v Evropě, se pojem „venture capital“ používá jako synonymum pro private equity, kdežto v USA se pojem „venture capital“ používá pouze pro kapitál, který je investován do založení společnosti (tzv. seed) nebo do rozběhu společnosti (tzv. start-up) a jejího dalšího rozvoje. Private equity je tedy potřeba chápat jako širší pojem, který obsahuje jak venture kapitál, tak i odkupy společností prostřednictvím interního managementu (tzv. buy out), nebo prostřednictvím externího managementu (tzv. buy in) a dále pak také tzv. business angels.

## Historie venture kapitálu
Venture kapitálové investování se poprvé objevuje v USA a to před koncem druhé světové války. Plně se však tato forma investování rozvinula až ke konci 20. století. Venture kapitálové investice pomohly ke zrodu dnes již velice známých a světově proslulých firem. Jako například největší výrobce počítačových softwarů na světě, kterým je společnost Microsoft, dalšími společnostmi z oblasti IT technologií jsou např. Compaq, Logitech a Xerox. Dále také nejpoužívanější internetový vyhledávač na světě Google a sociální síť Facebook. Všechny výše uvedené společnosti mají sídlo v tzv. Silicon Valley (česky Křemíkové údolí), které se nachází na jihu sanfranciského pobřeží v Kalifornii. Je to centrum počítačového a technologického průmyslu, jehož rozvoj byl financován prostřednictvím venture kapitálu. Ve Spojených státech se koncem 20. st. investovalo především do počáteční fáze, tedy založení společnosti (tzv. seed) a do rozběhu společnosti (tzv. start-up) a jejího dalšího rozvoje. Což znamenalo, že zhruba 70 % investic soukromého kapitálu (private equity) představovaly venture kapitálové investice. Výrazný pokles venture kapitálových investic byl pak zaznamenán v roce 2000, kdy došlo k výraznému poklesu cen akcií všech společností působících v oblasti technologií.
V České republice se venture kapitálové investování objevuje až v roce 1990. Důležitou roli zde hraje Česká asociace venture kapitálu (CVCA), jejíž členové realizovali v letech 1990 až 2009 přes více než 100 investic v celkové částce 2,4 miliardy EUR. Investice byly směřovány zejména do oblasti výroby a služeb. Většina těchto investic pak směřovala do oblasti informačních technologií, telekomunikace a internetu. Velký zájem o investování formou venture kapitálu projevili investoři v roce 2006, kdy bylo investováno cca 1,2 miliardy EUR do Českých Radiokomunikací. Další skokový nárůst investic formou venture kapitálu byl zaznamenán v roce 2009, kdy investoři investovali více než 1 miliardu EUR do společnosti StarBev (StarBev byla pivovarská skupina, která byla majitelem několika pivovarů v Evropě, včetně českého Staropramenu).

## Subjekty na trhu venture kapitálu
1. Primární investoři venture kapitálu: Primárními investory jsou subjekty, které mají dostatek volných financí a jsou ochotni je investovat formou venture kapitálu. Označujeme je jako neoficiální subjekty.
2. Venture kapitálové fondy: Venture kapitálové fondy jsou oficiálními subjekty, protože jsou registrovány (evidenci v ČR vede ČNB). Tyto fondy jsou zakládány za účelem nashromáždění finančních prostředků od primárních investorů, které jsou později investovány do předem vybraných investičních příležitostí.
3. Manažerské společnosti: Manažerské společnosti jsou zvláštními subjekty které působí na trhu venture kapitálu. Specializují se na vyhledávání a analýzu investičních příležitostí a na podporu a rozvoj cílových společností. Úkolem těchto manažerských společností je také kontrola celého investičního procesu. Manažerská společnost může být přímo součástí venture kapitálového fondu, v případě, že si ji založí, nebo se může jednat o externí společnost, kterou si venture kapitálový fond najímá.
4. Cílové společnosti: Cílová společnost je subjektem, do kterého investor vstupuje prostřednictvím vkladu do základního kapitálu. Samotnému vkladu investora však předchází složitá procedura různých analýz a vyhodnocování, na základě kterých si investor vybere pro jeho investici nejvhodnější cílovou společnost.
5. Katalyzátoři: Katalyzátoři jsou zprostředkovatelé, kteří se specializují na vyhledávání možných zájemců o venture kapitálové investování.[4]

## Primární investoři venture kapitálu
Primární investoři venture kapitálu se dále dělí na:
1. Obchodní andělé (business angels, angel investor): Jde o fyzické osoby investující své vlastní finanční prostředky. Jedná se obvykle o bývalé podnikatele, investiční bankéře nebo jiné movité osoby, které chtějí investovat své volné finanční prostředky do zajímavých firem, ve kterých vidí potenciál. Z důvodu snížení rizika mohou investoři zakládat investiční sdružení, která diverzifikují portfolio investováním do více projektů. Taková uskupení také umožňují investovat větší částky. Mimo finančních prostředků poskytují business angels poradenství a vedení začínajících podniků. Podniku pomáhají svými dlouholetými zkušenostmi a kontakty, podílejí se také na dlouhodobém směřování rozvoje společnosti, proto je klíčovým faktorem úspěchu navázání dobrého a konstruktivního vztahu mezi investorem a managementem podniku. Soustředí se především na malé začínající společnosti. Za finanční pomoc pak získávají podíl ve společnosti a účast ve statutárních orgánech. Rozhodnutí, kterou společnost podpořit je u business angels z velké části subjektivní a vyplývá z podnikatelských zkušeností a osobních preferencí každého z investorů.
2. Nezávislí investoři (independent investors): Nezávislí investoři vytvořili kapitál z několika zdrojů. se kterými nejsou nijak právně spojeni, pokud nejsou vlastníkem minoritního podílu investorské společnosti. Mezi zdroje patří penzijní fondy, pojišťovny, banky nebo také firemní investoři a soukromé osoby.
3. Závislí investoři (dependent investors): Jedná se o investiční subjekty specializující se na rizikový kapitál. Závislí investoři jsou samostatnými pobočkami větších organizací, například penzijních fondů, bank nebo jiných finančních institucí.
4. Částečně závislí investoři (semidependent investors): Tito investoři se podobají investorům závislým, navíc jsou také správci fondů založených nezávisle na jejich mateřské organizaci.
5. Vládou podporované organizace (government supported organizations): Prostředky investované jako rizikový kapitál mohou pocházet také z vládních zdrojů, zpravidla jsou zaměřeny na podporu malého a středního podnikání.[5]

## Základní znaky venture kapitálu
Venture kapitál vykazuje základní znaky, jež ho odlišují od ostatních zdrojů financování, které vstupují do firmy a navyšují základní kapitál. Jednotlivé znaky spojuje poznávací rys. Ten představuje synergický efekt, který přináší vlastníkovi podnikatelského záměru spojení s venture kapitálem. Tyto znaky jsou následující:
1. Investor poskytuje kapitál firmě s nadprůměrným potenciálem růstu. Firma může být nová nebo již nějakou dobu existovat. Důležité pro ni však je, že by jinak vzhledem k nejistému výsledku svého záměru těžko získávala alternativní zdroje. Tyto zdroje však potřebuje pro svou další expanzi.
2. Investování venture kapitálu není jednorázové. Investor se obvykle stává podílníkem a vstupuje do základního jmění. Podílí se na rozhodování společnosti, např. tím, že má právo veta v některých důležitých rozhodnutích.
3. Investor spolupracuje s firmou nejméně několik let. Pomáhá k rozvoji firmy nebo projektu. Monitoruje v pravidelných intervalech dění ve firmě. Firma se kvůli investicím musí vzdát určité části své nezávislosti v rozhodování ve prospěch investora, zejména v oblasti strategického řízení a rozhodování.
4. Investor přináší do projektu i své zkušenosti a odborné znalosti. Ty mají často pro úspěch firmy větší význam než investované finanční prostředky.
5. Investice venture kapitálu je spojena s mnohem větším rizikem. Jedná se o mnohem větší riziko než investice do zavedených firem, proto musí investice vést k nadstandardně vysokému zhodnocení prostředků. Pokud firma neuspěje, investor přijde o vložené prostředky. Na druhou stranu firma uspěje jen, když vydělá i tvůrce podnikatelského záměru.[6]

## Fáze investičního cyklu
- První fáze – První fáze spočívá v nashromáždění dostatečného množství finančních prostředků investorem, který má zájem tyto finance investovat a nebojí se rizika, které tato forma investování obnáší.

- Druhá fáze – Ve druhé fázi se investor snaží nalézt co nejvhodnějšího kandidáta pro jeho investici. Většinou se obrací na venture kapitálové fondy, které slouží jako kontrolní a řídící nástroj investora.

- Třetí fáze – Ve třetí fázi se již vychází z výsledků, které vyplývají z různých analýz a vyhodnocení. Podstatou tedy je, zvolit vhodný objem investice a nejvhodnější okamžik pro realizaci této investice do cílové společnosti.

- Čtvrtá fáze – Ve čtvrté fázi dochází již k samotné realizaci kapitálového vstupu do požadované společnosti.

- Pátá fáze – V této fázi se investor zaměřuje na kontrolu hospodářských výsledků společnosti. Důležité je, aby investor mohl včas zakročit a reagovat na případné problémy a řešit svízelné situace, které by mohly jeho investici ohrozit.

## Desinvestiční fáze (odchod investorů venture kapitálu)
Investoři venture kapitálu mohou odejít ze společnosti prodáním svého podílu, veřejným úpisem akcií nebo akvizicí. Výběr nejvýhodnějšího způsobu odchodu je ovlivněn řadou faktorů a důležitou roli hraje správné načasování. Smyslem odchodu (tzv. exit) je zisk a získání zpět investovaných zdrojů pro další investice.
1. Prodej strategickému partnerovi – Nemá-li management společnosti zájem na odkupu podílu investora nebo nedisponuje finančními zdroji v dostatečné výši, hledá se jiný vhodný zájemce o podíl ve společnosti. Vhodným „kandidátem“ je strategický partner společnosti, pro kterého bývá akvizice společnosti významným strategickým krokem (přístup k novým technologiím, rozšíření portfolia, levnější zdroje aj). Strategický partner je často ochoten odkoupit podíl za vysokou cenu.
2. Veřejný úpis akcií (IPO) – Nejvýhodnějším způsobem odchodu investora ze společnosti je vstup se svým podílem na burzu. Tento krok předpokládá nejvyšší finanční zhodnocení.
3. Kombinace IPO a prodeje strategickému partnerovi – Odprodej podílu ve společnosti se uskutečňuje s časovým odstupem, což může ztížit prodej podílu za vyšší cenu (např. legislativní změny v daném oboru). V takovém případě je vhodné volit kombinaci veřejného úpisu akcií a prodeje strategickému partnerovi.
4. Refinancování – Potřebuje-li fond ukončit investici, přestože společnost ještě není připravena k veřejnému úpisu akcií, má možnost svůj podíl refinancovat. Jedná se o odkup podílu investora venture kapitálu (příp. i jiných vlastníků) jiným soukromým investorem. Pro dosavadní způsob financování bude použit jiný zdroj financování, tj. nový venture kapitál.
5. Zpětné odkoupení – Investoři venture kapitálu si často vyhrazují právo nabídnout své akcie stávajícím vlastníkům či manažerům společnosti. Toto právo je často zakotveno již ve smlouvě o investování a managementem společnosti bývá většinou přijímáno pozitivně. V případě výstupu venture kapitálu odkupem akcií původními vlastníky, bývá prodej financován úvěrem či kombinací s dalším venture kapitálem. Jedná se o způsob, jak se „pojistit“ v případě pochybností o schopnosti získat investici zpět jinou cestou.
6. (Předčasné ukončení investice) Nedobrovolné vystoupení – Pokud vznikne ve společnosti krize, kterou není management schopen úspěšně vyřešit, přestože jsou veškeré procesy monitorovány a aplikovány nástroje pro její odvrácení, pak investor zvažuje možnost předčasného ukončení investice. Buď může odprodat svůj podíl za nižší cenu, nebo v případě likvidace může rozprodat majetek společnosti po částech.

## Typy venture kapitálových investic
1. Předstartovní financování (seed capital): V této fázi se do cílové společnosti neinvestuje, protože cílová společnost ještě neexistuje. Investuje se však do výrobku, se kterým má v budoucnu tato společnost obchodovat. Finance jsou tedy poskytovány zejména na vývoj určitého výrobku, či na patentovou ochranu vynálezu. Investice do předstartovní fáze jsou velmi riskantní záležitostí a navíc se jedná o formu financování s dlouhodobým časovým horizontem návratnosti investic (obvykle i déle než 10 let). Tomuto typu investic se mnoho venture kapitálových fondů nevěnuje.[8]
2. Startovní financování (start-up capital): Jedná se o financování již existující společnosti, která teprve začíná se svou podnikatelskou činností, v rámci níž chce prorazit s určitým produktem na trh. V této fázi společnost disponuje manažerským týmem a má již také organizačně zajištěný prodej daného výrobku. Společnost však nedisponuje dostatečně velkým vlastním kapitálem, který je potřeba např. k nákupu materiálu, surovin atd. Proto tedy společnost potřebuje investora, který by jí v této počáteční fázi poskytnul finance a podpořil tak výrobu a distribuci produktu. Tyto investice jsou také velmi rizikové, s dlouhodobým časovým horizontem návratnosti a proto také o ně mezi investory není moc velký zájem.[8]
3. Financování rozvoje podniku (development capital): Tato fáze financování se dělí na dvě části, a to na fázi počátečního rozvoje podniku (early stage expansion capital) a fázi pozdějšího rozvoje podniku, označované v literatuře pouze jako rozvojové financování (expansion capital).[2]
4. Náhradní financování – přefinancování dluhů (debt replacement capital): Náhradní financování se týká společností, které se zadlužily a vyprodukovaný zisk pak slouží spíše jen k úhradě úroků a pohledávek věřitelů. Do společnosti pak vstupuje investor, který za ni zaplatí část dluhů, za které ovšem získá přiměřený podíl ve společnosti. Díky tomuto vstupu venture kapitálového investora do společnosti, dochází k optimalizaci vlastních a cizích zdrojů, což umožňuje další rozvoj společnosti.[9]
5. Záchranné financování (rescue capital): Účelem tohoto způsobu financování je zachránit zadluženou společnost před krachem. Pokud se investor rozhodne pro záchranu dané společnosti, tak jedině na základě řádného zhodnocení situace, ve které se společnost nachází a za předpokladu, že bude vytvořen program, který bude zajišťovat budoucí růst společnosti. Tento typ financování není až tak obvyklý a věnují se mu zejména specializované venture kapitálové fondy, které mají zkušený tým krizových manažerů zabývající se krizovým řízením.[9]
6. Transakční financování (transaction capital): Transakčním financováním se rozumí financování vlastnických transakcí ve společnosti. Patří sem manažerské odkupy. Jestliže podíly společnosti odkupují její vlastní manažeři, tak je tento způsob odkupu označován jako management buy-out (MBO). Pokud podíly společnosti odkupují manažeři, kteří stojí mimo tuto společnost, tak je tento způsob odkupu označovaný jako management buy-in (MBI).[10]